# Марущак Марія Іванівна
Марущак Марія Іванівна (нар. 21 вересня 1980р., м.Тернопіль, Україна) — український вчений у галузі медицини. Доктор медичних наук (2012), професор (2018). Завідувач кафедри функціональної і лабораторної діагностики
Тернопільського національного медичного університету.

## Життєпис
Марія Марущак народилася 21 вересня 1980 року в місті Тернопіль.
У 2003 році закінчила Тернопільську державну медичну академію імені І.Я. Горбачевського. В 2003-2004 роках проходила інтернатуру та навчалася в магістратурі, яку закінчила з відзнакою. Після цього поступила в клінічну ординатуру, яку закінчила в 2006 році. У 2007 році пройшла спеціалізацію по «Клінічній лабораторній діагностиці» та отримала спеціальність лікаря-лаборанта, у 2013 році пройшла спеціалізацію по «Функціональній діагностиці» та отримала спеціальність лікаря функціональної діагностики.
З вересня 2006 р. року працювала на посаді старшого лаборанта на кафедрі пропедевтики внутрішньої медицини та фтизіатрії Тернопільського державного медичного університету імені І.Я. Горбачевського, з січня 2007 р. асистентом курсу клінічної біохімії при кафедрі медичної біохімії. Після реорганізації працювала асистентом кафедри клініко-лабораторної діагностики, а з 2012 р. – на посаді доцента цієї ж кафедри. В червні 2012 р. у зв'язку зі створенням кафедри функціональної діагностики та клінічної патофізіології переведена на посаду завідувача цієї кафедри, з 2017 року - завідувач кафедри функціональної і лабораторної діагностики.

## Наукова діяльність
У 2007 р. – кандидатська дисертація на тему «Роль хронічної серцевої недостатності у розвитку остеопатій та їх лікування», 14.01.02 – внутрішні хвороби (науковий керівник – проф. Андрейчин С.М.)
2012 р. – докторська дисертація «Патогенез гострого ураження легень: порушення оксидаційних, імуно –цитокінових, некротичних та апоптоз-опосередкованих процесів», 14.03.04 – патологічна фізіологія (науковий консультант – проф. Бондаренко Ю.І.).

## Доробок
Автор і співавтор понад 100 праць, 2 підручників, 1 посібника, має 7 патентів на винаходи.
Основні наукові праці:
- Pylypchuk T., Delibashvili D., Usynskyi R., Kozak K., Maruschak M., Krynytska I., Tskhvediani N The specific features of cell death of circulating neutrophils in a setting of experimentally induced crush syndrome / Georgian Medical News. 2019. No 1 (286). P. 122-126.
- M. Turchyn, I. Klishch, M. Marushchak, I. Krynytska, S. Shmyr. The role of free-radical oxidation in the initiation of apoptotic blood leukocytes death in the dynamics of experimental mechanical non-penetrating corneal injury / Archives of the Balkan Medical Union. 2019. vol. 54, no. 1, pp. 18-24.
- I. Krynytska, M. Marushchak, L. Odnorih, I. Savchenko. The indices of endogenous intoxication in rats with different models of hepatopulmonary syndrome / Archives of the Balkan Medical Union. 2019. vol. 54, no. 1, pp. 38-44.
- Марущак М.И., Лиснянская Н.В., Криницкая И.Я. Особенности окислительных процессов в стенке тонкой кишки при хроническом энтероколите на фоне экспериментального диабета / ATJ, 2019, No1, 102-106.
- Marushchak М., Krynytska I., Mikolenko A., Andreychyn Y., Bodnar Y., Chornomydz I. Chronic heart failure causes osteopathy or is osteopathy a factor in development of chronic heart failure? Asian journal of pharmaceutical and clinical research. 2018;11(1): 111-115. (in English).
- Delibashvili D., Dumbadze Z, Krynytska I., Marushchak M., Habor H., Holovatiuk L. The influense of monosodium glutamate administration on generation of reactive oxygen species and apoptosis of blood leukocytes in rats. Georgian medical news. 2018;10(283): 144-148.
- Krynytska І., Marushchak M. The indices of nitric oxide system in rats with carrageenan-induced enterocolitis combined with diabetes mellitus. Rom J Diabetes Nutr Metab Dis. 25(3):283-288 (in English).
- Krynytska І., Marushchak M. The indices of nitrogen (II) oxide system in case of experimental hepatopulmonary syndrome. The Ukrainian Biochemical Journal. 2018;90(5): 91-97. (in English).
- Pohoretska K., Patskan L., S. Halyna, Miz A., Marushchak M., Krynytska I. Investigation of calcium metabolism in patients with coronary heart disease complicated by chronic heart failure, stage II-a. Bangladesh Journal of Medical Science. 2018;17 (3):395-401. (in English).
- Krynytska І., Marushchak M., Odnorih L., Martianova O. Hepatopulmonary syndrome: proposed mediators of pulmonary vasodilation. Archives of the Balkan Medical Union 2018;53(3):419-426 (in English).
- Krynytska I, Marushchak M, Svan O, Akimova V, Mazur L, Habor H. The indices of endogenous intoxication in rats with carrageenan solution consumption. Georgian Med News. 2018;(279):196-200(in English).
- Marushchak M, Krynytska І., Kopanytsia O., Tupol L., Savchenko I., Mazur L. The influence of carrageenan on markers of endogenous intoxication in rats. National Journal of Physiology, Pharmacy and Pharmacology. 2018;8(3):1-8 (in English).
- Marushchak M, Krynytska І., Lyubov Milevska, Andriy Miz, Oksana Mialiuk The changes of activity of effector caspase cascade components in case of alimentary obesity in rats. Bangladesh Journal of Medical Science. 2017;16 (2):252-258. (in English).
- Marushchak M, Krynytska І., Mazur L., Klishch I., Gabor G., Antonyshyn I. The Relationship between Experimental Alimentary Obesity and Hard Tooth Tissues Mineralization. Jordan Medical Journal. 2017; 51(1):25-33. (in English).
- Marushchak M., Lisnyanska N., Krynytska I., Chornomudz I. The mechanisms of apoptosis initiation in rats with chronic enterocolitis combined with streptozotocin-induced diabetes. Georgian Medical News. 2017;9(270):121-126. (in English).
- Krynytska I.Ya., Marushchak M.I., Klishch I.M., Birchenko I. Molecular mechanisms of hepatopulmonary syndrome. Fiziolohichnyĭ zhurnal. 2017; 63(3):90-102. (in English).
- Krynytska I., Marushchak M., Mikolenko A., Bob A., Smachylo I., Radetska L., Sopel O. Differential diagnosis of hepatopulmonary syndrome (HPS): Portopulmonary hypertension (PPH) and hereditary hemorrhagic telangiectasia (HHT). Bosnian journal of basic medical sciences. 2017; 17(4): 276-285. (in English).
- Marushchak M., Krynytska І., Mazur L., Yastremska S., Begosh N. The thiol-disulfide homeostasis and its role in the pathogenesis of the experimental alimentary obesity. Bangladesh Journal of Medical Science. 2016;15(3):419-423. (in English).
- Marushchak M., Krynytska I., Petrenko N., Klishch I. The determination of correlation linkages between level of reactive oxygen species, contents of neutrophiles and blood gas composition in experimental acute lung injury. Georgian Medical News. 2016;4(253):98-103. (in English).